# Vliegtuigcrash leiding Wagnergroep
Op 23 augustus 2023 stortte een zakenvliegtuig van het type Embraer Legacy 600 onderweg van Moskou naar Sint-Petersburg neer nabij Koezjenkino in de oblast Tver. Hierbij kwamen zeven passagiers en drie bemanningsleden om. Onder de slachtoffers waren de leiders van de Wagnergroep: Jevgeni Prigozjin, Dmitri Oetkin en Valery Tsjekalov.

## Achtergrond
Op 23 juni 2023 kwam de Wagnergroep, een Russisch particulier militair bedrijf onder leiding van Jevgeni Prigozjin, kort in opstand tegen de Russische legerleiding. Prigozjin gaf openlijk kritiek op het beleid, ondanks zijn eerdere rol als prominente bondgenoot. De muiterij werd gestopt na onderhandelingen tussen de Russische president Poetin, president Aleksandr Loekasjenko van Wit-Rusland en Prigozjin, waarna de Wagnertroepen veilig mochten uitwijken naar Wit-Rusland. Op de dag van de crash zou Prigozjin net zijn teruggekeerd van een operatie in Afrika.

### Vliegtuig
Het bij de crash betrokken vliegtuig, een Embraer Legacy 600, werd in 2007 geproduceerd door de Braziliaanse vliegtuigfabrikant Embraer. Het was eerder geregistreerd op het eiland Man met registratie M-SAAN en was oorspronkelijk eigendom van Autolex Transport. Het vliegtuig werd naar verluidt in 2018 door Prigozjin gekocht en werd vervolgens in 2019 de toegang tot de Verenigde Staten ontzegd als onderdeel van de sancties die het Amerikaanse ministerie van Financiën aan Prigozjin had opgelegd na zijn deelname aan Russische inmenging in de Amerikaanse verkiezingen van 2016. De door het ministerie van Financiën vermelde vliegtuigidentificatiecodes kwamen overeen met die van het neergestorte vliegtuig met registratienummer "RA-02795", zoals vermeld in het Russische vliegtuigregister. Er werd verondersteld dat hetzelfde vliegtuig Prigozjin naar Wit-Rusland had vervoerd na de opstand van de Wagnergroep. Het Russische Federale Luchtvervoersagentschap verklaarde dat het vliegtuig eigendom was van MNT-Aero LLC, een transportbedrijf.
Gevraagd naar de toestand van het vliegtuig, zei Embraer dat het sinds 2019 geen ondersteunende diensten meer heeft verleend aan het vliegtuig, daarbij verwijzend naar de naleving van de sancties. De crash was het tweede incident waarbij een Legacy 600 betrokken was, na een botsing in de lucht in 2006 met Gol Transportes Aéreos-vlucht 1907 in Brazilië.

## Crash
Volgens gegevens van Flightradar24 was de vlucht om 15.00 uur plaatselijke tijd opgestegen. Om 15.11 uur had het een hoogte van 8.500 m bereikt. Het vliegtuig bleef op deze hoogte vliegen tot 15.19 uur, waarna het klom naar 9.200 m. Vervolgens daalde het naar 8.400 m voordat het vliegtuig weer steeg naar 8.900 m. Om 15.20:14, toen de datatransmissie stopte, was het vliegtuig gedaald naar 6.012 m. Het vliegtuig stortte neer in Koezjenkino in de oblast Tver, ongeveer 100 km ten noorden van het vertrekpunt in Moskou. Videobeelden van het incident onthulden een dampspoor, een wolkje witte rook, dat vlak voor de botsing in een ogenschijnlijk vlakke draai naar het vliegtuig zwenkte. Het vliegtuig leek het kielvlak of een van de vleugels te missen.

## Passagiers en bemanning
Volgens de passagierslijst die was vrijgegeven via Telegram door het Russisch Federale Luchtvervoersagentschap, waren er tien mensen aan boord, onder wie zeven passagiers en drie bemanningsleden. Op die lijst stonden de leidinggevenden van de Wagnergroep, Jevgeni Prigozjin en Dmitri Oetkin.
De passagiers waren:
- Wagnergroep-financier Jevgeni Prigozjin[21]
- Oprichter van de Wagnergroep en leider van militaire operaties, Dmitri Oetkin[21]
- Valery Tsjekalov, hoofd beveiliging en buitenlandse logistiek van de Wagnergroep[21]
- Twee Wagner-veteranen[21]
- Twee lijfwachten van Prigozjin[21]
- De bemanning: een piloot, een co-piloot en een stewardess.[22]

## Onderzoek
Na de crash werden de stoffelijke resten van alle tien de inzittenden geborgen en voor verder onderzoek naar een mortuarium in Tver gebracht. Ander biologisch materiaal werd naar Moskou gebracht. Visuele identificatie van de slachtoffers werd belemmerd vanwege de omvang van de verwondingen. Het Russische ministerie van Noodsituaties stelde een onderzoek in naar het neerstorten van het vliegtuig. Ook openden de autoriteiten "een strafzaak wegens overtreding van de regels voor verkeersveiligheid en exploitatie van het luchtvervoer". De gouverneur van de oblast Tver, Igor Roedenya, kreeg naar verluidt de leiding over het onderzoek. Op 27 augustus stelde de Russische onderzoekscommissie dat de moleculaire genetische analyses van de stoffelijke resten de identiteit bevestigden van de crewleden en van de namen die op de passagierslijst stonden, onder wie Jevgeni Prigozjin.
Het eerste bewijsmateriaal toonde aanwijzingen die wezen op een bom die in het vliegtuig ontploft was, of een geëxplodeerde luchtafweerraket. Beide mogelijkheden werden echter betwist op basis van de beschikbare informatie. Een Telegram-kanaal gekoppeld aan de Wagner-groep, genaamd Grey Zone, meldde dat het vliegtuig was neergehaald door Russische luchtverdediging. Het kanaal beweerde dat bewoners in de buurt van de crashlocatie, vlak vóór het incident, twee duidelijke harde geluiden hoorden en twee dampsporen waarnamen. Bovendien meldde The Moscow Times dat de Russische regering de mogelijkheid dat het vliegtuig was neergeschoten niet uitsloot, omdat de crashlocatie in de nabijheid van Poetins buitenverblijf in Valdai was. In dit gebied waren meerdere divisies van S-300-raketsystemen actief, en ook de nabijgelegen vliegbases Chotilovo en Migalovo waren uitgerust met Pantsir-raketsystemen. Volgens het Pentagon waren er geen aanwijzingen dat het vliegtuig was neergehaald met een grond-luchtraket.
Op de dag na de crash kwamen er steeds meer aanwijzingen dat er mogelijk een bom aan boord van het vliegtuig zou zijn geweest. Het onderzoek richtte zich vooral op een koelkast in het vliegtuig die de avond vóór de crash vervangen zou zijn. Op de ochtend voor de rampvlucht zouden Alexandra Joelina en Sergej Klokotov, twee topfiguren van Rusjet, een bedrijf gespecialiseerd in de verkoop van luxe zakenjets, het vliegtuig hebben geïnspecteerd omdat ze het wilden kopen. Tussen 9.30 uur en 10.30 uur konden ze redelijk vrij hun gang gaan in het vliegtuig, waarna ze weer vertrokken. Stewardess Kristina Raspopova, die op de bewuste vlucht om het leven kwam, had enkele uren voor het vertrek nog aan haar familie laten weten dat een technische inspectie van het toestel nodig was en er 'herstellingen' gepland zouden zijn.
Op 22 december 2023 schreef de Amerikaanse krant The Wall Street Journal dat volgens een voormalige Russische inlichtingenofficier een aanslag op het vliegtuig gepleegd was in opdracht van het hoofd van de Russische Veiligheidsraad, Nikolai Patrushev en met toestemming van president Vladimir Poetin. Hoofdreden was Jevgeni Prigozjin uit de weg te ruimen wegens zijn opstandig gedrag naar het Russisch regime toe. Westerse veiligheidsdiensten vermoeden dat een kleine bom onder de vleugel van het toestel geplaatst werd tijdens de veiligheidscontrole, net voor het opstijgen.

## Effect op de Wagnergroep
De vliegtuigcrash vaagde in een klap het hoogste leiderschap van de Wagnergoep uit: Prigozjin, Oetkin, evenals Tsjekalov. Na de vliegtuigcrash meldde het Nationale Verzetscentrum van Oekraïne dat konvooien met Wagnertroepen en voertuigen hun bases in Wit-Rusland verlieten en op weg waren naar de Russische grens, terwijl de Speciale Operatietroepen van Wit-Rusland hen probeerden te onderscheppen. Op 25 augustus 2023 ontkende president Loekasjenko de berichten over vertrekkende Wagnertroepen en verklaarde dat zij in Wit-Rusland zouden blijven. Volgens generaal Patrick Ryder, woordvoerder van het Pentagon, zou de Wagnergroep door het verlies van hun leidinggevenden, niet langer een factor van betekenis zijn als het ging om het conflict in Oekraïne.
Eind september 2023 bleken eenheden van de Wagnergroep opnieuw actief in Oekraïne, onder andere bij Bachmoet. De nieuwe leider heet Andrej Trosjev en is een oud-officier en oorlogsveteraan van het Russische leger. Hij en zijn huurlingen staan nu echter wel onder gezag en controle van het ministerie van defensie.

## Reacties

### Binnenland
Op Vremya, het belangrijkste nieuwsprogramma van het door de staat gecontroleerde Pervyj kanal, bleef de berichtgeving over de ramp beperkt tot een verslag van 30 seconden in de nieuwseditie van die avond. Andere staatsmedia berichtten spaarzaam over het incident en vertolkten de officiële versie van "schending van vliegveiligheidsprocedures". Bij het Wagnercentrum in Sint-Petersburg werden bloemen gelegd en kaarsen aangestoken en de ramen van het gebouw werden verlicht in de vorm van een kruis. Het aan de Wagnergroep gelinkte Telegram-kanaal Gray Zone verklaarde Prigozjin tot een held en een patriot die volgens hen was gestorven door ongeïdentificeerde mensen die ze 'verraders van Rusland' noemden.
Er was geen onmiddellijke reactie op de crash van het Kremlin of van Poetin, die op een evenement ter herdenking van de 80ste verjaardag van de Slag om Koersk was toen het nieuws over het incident binnen kwam. De perschef van Prigozjin weigerde in eerste instantie commentaar te geven over de vliegtuigcrash.
Op 24 augustus 2023 bracht Poetin een verklaring uit waarin hij Prigozjin "een persoon met een ingewikkeld lot" noemde, waaraan hij toevoegde dat "hij in zijn leven een aantal ernstige fouten heeft gemaakt, maar ook de nodige resultaten heeft behaald". Hij betuigde ook zijn medeleven aan de slachtoffers, die hij omschreef als medewerkers van Wagner. Op 5 oktober suggereerde Poetin tijdens een politiek gespreksforum in Rusland dat de inzittenden van het vliegtuig zichzelf mogelijk zouden hebben opgeblazen. Tijdens het Russische onderzoek zouden volgens hem handgranaatscherven zijn aangetroffen in de stoffelijke resten. Verder insinueerde hij dat de passagiers mogelijk onder invloed waren van drank en drugs, ondanks dat de Russische onderzoekscommissie geen bloedanalyses had uitgevoerd. De denktank ISW noemde dit een bizarre verklaring, mogelijk bedoeld om Prigozjin verder in diskrediet te brengen.

### Internationaal
In reactie op het nieuws over de vermeende dood van Prigozjin, verklaarde president Biden dat zijn dood voor hem niet als een verrassing kwam. Toen hem werd gevraagd naar de toekenning van de verantwoordelijkheid, voegde Biden eraan toe: "Er gebeurt niet veel in Rusland waar Poetin geen weet van heeft, maar ik weet niet genoeg om het antwoord te kennen."
Mytsjailo Podolyak, adviseur van de Oekraïense president Volodymyr Zelensky, noemde de vermeende dood van Prigozjin een "demonstratieve eliminatie" en een signaal van Poetin aan de Russische elites tegen ontrouw in de aanloop naar de Russische presidentsverkiezingen van 2024 en voegde eraan toe dat "Poetin niemand vergeeft voor zijn eigen beestachtige terreur". Zelensky ontkende de betrokkenheid van Oekraïne bij de crash en zei: "Iedereen weet wie het heeft gedaan."